# Il peccatore
Il peccatore (in originale inglese The Trespasser) è il secondo romanzo di David Herbert Lawrence, pubblicato nel 1912. In italiano è stato tradotto con diversi altri titoli: Di contrabbando, Elena e Siegmund amanti, Il trasgressore e Contrabbando d'amore.
In origine era intitolato Saga of Siegmund e si basa sull'esperienza di un'amica di Lawrence, Helen Corke (1882-1978), e sulle sue relazioni extra-coniugali con un uomo sposato che finisce col suicidarsi. Lawrence si basò sui diari dell'amica, avendone ottenuto il suo permesso, ma la spinse anche a pubblicarli direttamente, come accadde nel 1933 con il titolo Neutral Ground: A Chronicle.
La stessa Corke più tardi scrisse diversi lavori biografici su Lawrence.

## Edizioni italiane
- Di contrabbando, trad. Cesare Vico Lodovici, Milano: Corbaccio, 1933
- Elena e Siegmund amanti, trad. Antonietta Bruno, Milano: Eli, 1956
- Il peccatore, trad. Ada Bonfirraro, Roma: Casini, 1966
- Di contrabbando, trad. Cesare Vico Lodovici, Milano: Garzanti, 1971
- Il trasgressore, trad. Maria Teresa Gradenigo Cipollato, Milano: Mondadori, 1976
- Contrabbando d'amore, trad. Ada Bonfirraro, Roma: Curcio 1978
- Il trasgressore, trad. Adriana Dell'Orto, in Romanzi giovanili, Milano: Rizzoli, 1985
- Il peccatore, trad. Cesare Vico Lodovici, Roma: Newton Compton, 1995